# Isomerida tupi
Isomerida tupi là một loài bọ cánh cứng trong họ Cerambycidae.